# Marsangis
Marsangis település Franciaországban, Marne megyében. Lakosainak száma 46 fő (2022. január 1.). Marsangis La Chapelle-Lasson, Allemanche-Launay-et-Soyer, Anglure, Granges-sur-Aube, Saint-Saturnin, Thaas és Vouarces községekkel határos.

## Népesség
A település népességének változása:
| Lakosok száma | 85   | 67   | 62   | 52   | 56   | 51   | 48   | 47   | 47   | 46   |
|               | 1968 | 1982 | 1990 | 2006 | 2013 | 2015 | 2017 | 2019 | 2020 | 2022 |